# Kabinett Turban
Das Kabinett Turban bildete vom 25. April 1876 bis zum 7. März 1893 die Landesregierung von Baden.
| Amt                                                                | Name                                                                             |
| ------------------------------------------------------------------ | -------------------------------------------------------------------------------- |
| Kabinetts- und Staatsminister als Präsident des Staatsministeriums | Ludwig Turban der Ältere                                                         |
| Justiz und großherzogliches Haus                                   | Karl von Grimm bis zum 20. April 1881                                            |
| Justiz und großherzogliches Haus                                   | Wilhelm Nokk seit 20. April 1881                                                 |
| Inneres                                                            | Ludwig von Stösser bis zum 20. April 1881                                        |
| Inneres                                                            | Ludwig Turban der Ältere vom 20. April 1881 bis zum 8. Oktober 1890              |
| Inneres                                                            | August Eisenlohr seit 9. Oktober 1890                                            |
| Finanzen                                                           | Moritz Ellstätter                                                                |
| Handel                                                             | Ludwig Turban der Ältere bis 1881; danach wurde das Handelsministerium aufgelöst |
| Kultus und Unterricht                                              | Wilhelm Nokk seit 20. April 1881                                                 |
| Ohne Geschäftsbereich                                              | August Nüßlin vom 24. April 1876 bis zum 20. April 1881                          |
| Ohne Geschäftsbereich                                              | August Eisenlohr vom 17. Juni 1883 bis zum 9. Oktober 1890                       |